# Bordmütze
Die Bordmütze ist ein Bestandteil der Uniform (Bordgefechtsanzug) aller Dienstgrade der Marine. Sie wird in zwei verschiedenen Ausführungen getragen, als Bordmütze, Sommer und Bordmütze, Winter.

Bordgefechtsanzug
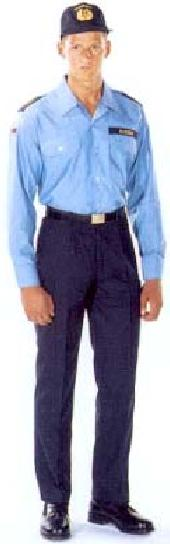
Sommer
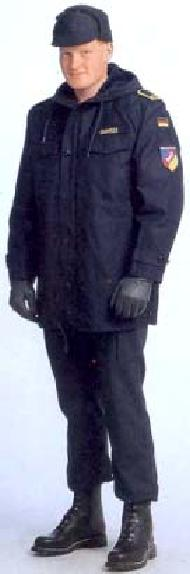
Winter

Die Bordmütze hat die Form einer Basecap, offiziell heißt es Jockey-Form. Die Bordmütze in dieser Form wurde in den 1980er Jahren zusammen mit dem Arbeits- und Gefechtsanzug, Marine eingeführt, dem Vorläufer des heutigen Bordgefechtsanzuges. Vorher trugen Mannschaftsdienstgrade der Marine zum Takelpäckchen Schiffchen, Unteroffiziere und Offiziere zum Arbeitsanzug Schirmmütze oder auch Schiffchen.
In der Regel tragen Kommandanten zum Bordgefechtsanzug nicht die Bordmütze, sondern die Schirmmütze, auch wenn dies strenggenommen ein Verstoß gegen die Bekleidungsvorschriften ist.